# Milatkoviće
Milatkoviće (cyr. Милатковиће) – wieś w Serbii, w okręgu raskim, w gminie Raška. W 2011 roku liczyła 225 mieszkańców.